# Spilochalcis
Spilochalcis är ett släkte av steklar som beskrevs av Thomson 1876. Spilochalcis ingår i familjen bredlårsteklar.